# The Phantom Island
Pour plus de détails, voir Fiche technique et Distribution.
The Phantom Island est un film muet américain réalisé par Francis Ford et sorti en 1916.

## Fiche technique
- Titre original : The Phantom Island
- Réalisation :Francis Ford
- Scénario : Grace Cunard
- Société de production : The Universal Film Manufacturing Company
- Société de distribution : The Universal Film Manufacturing Company
- Pays d'origine :  États-Unis
- Langue originale : anglais
- Format : noir et blanc — 35 mm — 1,37:1 — Film muet
- Genre : drame
- Durée : 2 bobines (20 minutes environ)
- Date de sortie :
  - États-Unis : 5 février 1916
- Licence : Domaine public

## Distribution
- Francis Ford
- Jay Belasco
- Dorothy Davenport
- Bert Wilson
- Bobbie Mack
- John T. Prince